# Nereis bipartita
Nereis bipartita är en ringmaskart som först beskrevs av Bobretzky 1868.  Nereis bipartita ingår i släktet Nereis och familjen Nereididae. Inga underarter finns listade i Catalogue of Life.